# Top Five
Top Five (bra: No Auge da Fama) é um filme de comédia norte-americano de 2014, dirigido e escrito por Chris Rock. O filme, estrelado por Rock, Rosario Dawson e Gabrielle Union, foi exibido no Festival Internacional de Cinema de Toronto. Foi lançado em 12 de dezembro de 2014 pela Paramount Pictures.

## Sinopse
Uma jornalista mostra um dia de vida do comediante Andre Allen, que está quase lançando seu novo trabalho, que é filme dramático. Ele quer ser levado a sério pela crítica, mas seu plano pode não pode dar certo quando sua noiva, uma ganhadora de reality show, quer exibir seu casamento num programa.[carece de fontes?]

## Elenco
- Chris Rock como André Allen
- Rosario Dawson como Chelsea Brown, uma jornalista designada para entrevistar André[5]
- Gabrielle Union como Erica Long, noiva do André[6]
- Kevin Hart como Charles[5]
- Sherri Shepherd como Vanessa, ex-namorada do André que ainda mora no bairro[5]
- J. B. Smoove como Silk[5]
- Romany Malco como Benny Barnes
- Hayley Marie Norman como Tammy
- Karlie Redd como Rhonda
- Rachel Feinstein como publicitária
- Dan Naturman como jovem cômico
- Rick Shapiro como Biker AA Guy
- Leslie Jones como Lisa
- Jerry Seinfeld como ele mesmo[7]
- Adam Sandler como ele mesmo[7]
- Tracy Morgan como Fred[7]
- Anders Holm como Brad[7]
- Cedric the Entertainer como Jazzy Dee[7]
- Opie e Anthony
- Michael Che como Paul
- Ben Vereen como Carl Allen, pai de André[8]
- Whoopi Goldberg como ela mesma
- Brian Regan como engenheiro
- Jay Pharoahcomo Mike
- Hassan Johnson como Craig
- Tichina Arnold como gerente de teatro
- Luis Guzmán como ele mesmo
- Julie Halston como senhora de celular
- Míriam Colón como avó de Chelsea
- Olga Merediz como mãe de Chelsea
- Taraji P. Henson como ela mesma
- Gabourey Sidibe como ela mesma
- DMX como ele mesmo
- Charlie Rose como ele mesmo
- Bruce Bruce como ele mesmo

## Produção
As filmagens principais começaram em 24 de junho 2013 na cidade de Nova Iorque. Em julho de 2014, o título do filme foi mudado de Finally Famous para Top Five.

## Lançamento
Em novembro de 2014, a Paramount anunciou Top Five iria receber um grande lançamento em 12 de dezembro de 2014.

### Mídia
Top Five foi lançado em blu-ray e DVD em 17 de março de 2015.

## Recepção

### Crítica
A website Rotten Tomatoes deu ao filme uma classificação positiva de 86% com base em 159 avaliações, com uma classificação média de 7,2 / 10. Levando o consenso crítico "Como inteligente, engraçado e incisiva como melhor trabalho stand-up do escritor, diretor e astro Chris Rock, Top Five é um destaque da carreira para seu criador - e um dos destaques de comédia de 2014." O Metacritic dá ao filme tem uma pontuação de 81 em 100, baseado em 35 críticos, indicando "aclamação universal".

## Prêmios e indicações
| Prêmio                      | Categoria               | Ator           | Resultado |
| --------------------------- | ----------------------- | -------------- | --------- |
| 20th Critics' Choice Awards | Melhor comédia          | Melhor comédia | Indicado  |
| 20th Critics' Choice Awards | Melhor ator em comédia  | Chris Rock     | Indicado  |
| 20th Critics' Choice Awards | Melhor Atriz em comédia | Rosario Dawson | Indicado  |